# Etapa Provincial de Arequipa 2015
La Etapa Provincial de Arequipa 2015 fue la edición número 49 de la competición futbolística Arequipeña a nivel Provincial. Se disputará desde fines de mayo. 
El torneo otorgará al cuadro Campeón y subcampeón cupos para la Etapa Departamental de la Copa Perú. 

## Participantes
Los participantes son los dos mejores equipos (Campeón y subcampeón respectivamente) de cada Distrito de la Provincia de Arequipa. 
Con excepción de Polobaya que solo tendrá un representante debido a que su liga distrital cuenta con pocos equipos.
| Distrito          | Club                    | Condición            | Estadio                              |
| ----------------- | ----------------------- | -------------------- | ------------------------------------ |
| Alto Selva Alegre | Estrella Solitaria      | Campeón Distrital    | Complejo Deportivo Alto Selva Alegre |
| Alto Selva Alegre | Barcelona FC            | Subcampeón Distrital | Complejo Deportivo Alto Selva Alegre |
| Cayma             | Deportivo Los Ángeles   | Campeón Distrital    | Estadio Municipal "La Tomilla"       |
| Cayma             | AD Real Católica        | Subcampeón Distrital | Estadio Municipal "La Tomilla"       |
| Miraflores        | Benito Bonifaz          | Campeón Distrital    | Estadio Serapio Barra "Los Palitos"  |
| Miraflores        | Mateo Pumacahua         | Subcampeón Distrital | Estadio Serapio Barra "Los Palitos"  |
| Arequipa          | Sportivo Huracán        | Campeón Distrital    | Estadio Mariano Melgar               |
| Arequipa          | FBC Aurora              | Subcampeón Distrital | Estadio Mariano Melgar               |
| Mariano Melgar    | Sport Magallanes        | Campeón Distrital    | Complejo Deportivo "Maracaná"        |
| Mariano Melgar    | CDC Cruzeiro            | Subcampeón Distrital | Complejo Deportivo "Maracaná"        |
| Cerro Colorado    | Unión Libertad          | Campeón Distrital    | Estadio Arturo Díaz Huerta           |
| Cerro Colorado    | Real Castilla           | Subcampeón Distrital | Estadio Arturo Díaz Huerta           |
| Yura              | Sporting Piniella       | Campeón Distrital    | Estadio Olímpico de Ciudad de Dios   |
| Yura              | Defensor Municipal      | Subcampeón Distrital | Estadio Olímpico de Ciudad de Dios   |
| Yanahuara         | Internacional Junior    | Campeón Distrital    | Estadio "Umacollo"                   |
| Yanahuara         | Deportivo Municipalidad | Subcampeón Distrital | Estadio "Umacollo"                   |
| Paucarpata        | Juventud Prionera       | Campeón Distrital    | Estadio Máximo Carrasco Meza         |
| Paucarpata        | Defensor Israel         | Subcampeón Distrital | Estadio Máximo Carrasco Meza         |
| Bustamante        | Rosarino Tasahuayo      | Campeón Distrital    | Estadio Simón Bolívar                |
| Bustamante        | DTC Satélite Chico      | Subcampeón Distrital | Estadio Simón Bolívar                |
| Characato         | San Francis             | Campeón Distrital    | Estadio José Carpio Alarcón          |
| Characato         | San Francisco           | Subcampeón Distrital | Estadio José Carpio Alarcón          |
| Mollebaya         | Defensor Santa Ana      | Campeón Distrital    | Estadio Municipal de Mollebaya       |
| Mollebaya         | Deportivo Scorza        | Subcampeón Distrital | Estadio Municipal de Mollebaya       |
| Polobaya          | Juventud Polobaya       | Campeón Distrital    | Campo deportivo de Polobaya          |
| Tiabaya           | Juventud Bolognesi      | Campeón Distrital    | Estadio Municipal de Tiabaya         |
| Tiabaya           | Parish FC               | Subcampeón Distrital | Estadio Municipal de Tiabaya         |
| Socabaya          | Atlético Villareal      | Campeón Distrital    | Estadio Ciudad Mi Trabajo El Bosque  |
| Socabaya          | Deportivo Lucero        | Subcampeón Distrital | Estadio Ciudad Mi Trabajo El Bosque  |
| Sachaca           | Deportivo Wanders       | Campeón Distrital    | Estadio Municipal de Sachaca         |
| Sachaca           | Unión Sachaca           | Subcampeón Distrital | Estadio Municipal de Sachaca         |
| Hunter            | Atlético Pisco          | Campeón Distrital    | Estadio Juan Velazco Alvarado        |
| Hunter            | Augusto Freyre          | Subcampeón Distrital | Estadio Juan Velazco Alvarado        |
| Vítor             | Deportivo Bolognesi     | Campeón Distrital    | Estadio Walter Vizcarra Sotillo      |
| Vítor             | Independiente           | Subcampeón Distrital | Estadio Walter Vizcarra Sotillo      |
| Uchumayo          | Unión Salaverry         | Campeón Distrital    | Estadio Segundo Calderón             |
| Uchumayo          | Defensor El Carmen      | Subcampeón Distrital | Estadio Segundo Calderón             |
| La Joya           | Diamante Joyino         | Campeón Distrital    | Estadio Municipal de La Joya         |
| La Joya           | Saetas de Oro           | Subcampeón Distrital | Estadio Municipal de La Joya         |

|  |

## Primera Fase
Constara de nueve (09) grupos de cuatro (04) equipos y un (01) grupo de tres (03) equipos.
Pasan a la segunda fase los diez (10) mejores primeros además de los seis (06) mejores segundos.

### Grupo A
| Grupo | Club                    | Distrito  | Condición            |
| ----- | ----------------------- | --------- | -------------------- |
| A     | FBC Aurora              | Arequipa  | Subcampeón Distrital |
| A     | Juventud Polobaya       | Polobaya  | Campeón Distrital    |
| A     | Deportivo Municipalidad | Yanahuara | Subcampeón Distrital |
| A     | Deportivo Wanders       | Sachaca   | Campeón Distrital    |

| Equipo                  | PJ | PG | PE | PP | GF | GC | DG  | Pts |
| ----------------------- | -- | -- | -- | -- | -- | -- | --- | --- |
| FBC Aurora              | 3  | 3  | 0  | 0  | 9  | 0  | +9  | 9   |
| Deportivo Municipalidad | 3  | 2  | 0  | 1  | 4  | 2  | +2  | 6   |
| Deportivo Wanders       | 3  | 1  | 0  | 2  | 5  | 6  | -1  | 3   |
| Juventud Polobaya       | 3  | 0  | 0  | 3  | 0  | 10 | -10 | 0   |

| Grupo A                 | Grupo A       | Grupo A                 | Grupo A                     | Grupo A       | Grupo A       | Grupo A       | Grupo A       | Grupo A       | Grupo A       | Grupo A       | Grupo A       |               |               |               |               |               |               |               |               |               |               |               |               |               |               |               |               |               |               |               |               |               |               |               |               |               |               |               |               |
| Local                   | Resultado     | Visitante               | Estadio                     | Distrito      | Fecha         | Hora          |               |               |               |               |               |               |               |               |               |               |               |               |               |               |               |               |               |               |               |               |               |               |               |               |               |               |               |               |               |               |               |               |               |
| Primera Fecha           | Primera Fecha | Primera Fecha           | Primera Fecha               | Primera Fecha | Primera Fecha | Primera Fecha | Primera Fecha | Primera Fecha | Primera Fecha | Primera Fecha | Primera Fecha | Primera Fecha | Primera Fecha | Primera Fecha | Primera Fecha | Primera Fecha | Primera Fecha | Primera Fecha | Primera Fecha | Primera Fecha | Primera Fecha | Primera Fecha | Primera Fecha | Primera Fecha | Primera Fecha | Primera Fecha | Primera Fecha | Primera Fecha | Primera Fecha | Primera Fecha | Primera Fecha | Primera Fecha | Primera Fecha | Primera Fecha | Primera Fecha | Primera Fecha | Primera Fecha | Primera Fecha | Primera Fecha |
| ----------------------- | ------------- | ----------------------- | --------------------------- | ------------- | ------------- | ------------- | ------------- | ------------- | ------------- | ------------- | ------------- | ------------- | ------------- | ------------- | ------------- | ------------- | ------------- | ------------- | ------------- | ------------- | ------------- | ------------- | ------------- | ------------- | ------------- | ------------- | ------------- | ------------- | ------------- | ------------- | ------------- | ------------- | ------------- | ------------- | ------------- | ------------- | ------------- | ------------- | ------------- |
| FBC Aurora              | 4 - 0         | Deportivo Wanders       | Mariano Melgar              | Arequipa      | 6 de junio    | 14:50         |               |               |               |               |               |               |               |               |               |               |               |               |               |               |               |               |               |               |               |               |               |               |               |               |               |               |               |               |               |               |               |               |               |
| Juventud Polobaya       | 0 - 2         | Deportivo Municipalidad | Campo deportivo de Polobaya | Polobaya      | 7 de junio    | 14:50         |               |               |               |               |               |               |               |               |               |               |               |               |               |               |               |               |               |               |               |               |               |               |               |               |               |               |               |               |               |               |               |               |               |
| Segunda Fecha           |               |                         |                             |               |               |               |               |               |               |               |               |               |               |               |               |               |               |               |               |               |               |               |               |               |               |               |               |               |               |               |               |               |               |               |               |               |               |               |               |
| Deportivo Municipalidad | 0 - 1         | FBC Aurora              | Mariano Melgar              | Arequipa      | 13 de junio   | 12:50         |               |               |               |               |               |               |               |               |               |               |               |               |               |               |               |               |               |               |               |               |               |               |               |               |               |               |               |               |               |               |               |               |               |
| Deportivo Wanders       | 4 - 0         | Juventud Polobaya       | Municipal de Sachaca        | Sachaca       | 14 de junio   | 10:50         |               |               |               |               |               |               |               |               |               |               |               |               |               |               |               |               |               |               |               |               |               |               |               |               |               |               |               |               |               |               |               |               |               |
| Tercera Fecha           |               |                         |                             |               |               |               |               |               |               |               |               |               |               |               |               |               |               |               |               |               |               |               |               |               |               |               |               |               |               |               |               |               |               |               |               |               |               |               |               |
| Deportivo Municipalidad | 2 - 1         | Deportivo Wanders       | Mariano Melgar              | Arequipa      | 20 de junio   | 12:50         |               |               |               |               |               |               |               |               |               |               |               |               |               |               |               |               |               |               |               |               |               |               |               |               |               |               |               |               |               |               |               |               |               |
| Juventud Polobaya       | 0 - 4         | FBC Aurora              | Campo deportivo de Polobaya | Polobaya      | 21 de junio   | 10:40         |               |               |               |               |               |               |               |               |               |               |               |               |               |               |               |               |               |               |               |               |               |               |               |               |               |               |               |               |               |               |               |               |               |

### Grupo B
| Grupo | Club             | Distrito       | Condición            |
| ----- | ---------------- | -------------- | -------------------- |
| B     | Mateo Pumacahua  | Miraflores     | Subcampeón Distrital |
| B     | Deportivo Scorza | Mollebaya      | Subcampeón Distrital |
| B     | Unión Libertad   | Cerro Colorado | Campeón Distrital    |
| B     | Defensor Israel  | Paucarpata     | Subcampeón Distrital |

| Equipo           | PJ | PG | PE | PP | GF | GC | DG  | Pts |
| ---------------- | -- | -- | -- | -- | -- | -- | --- | --- |
| Unión Libertad   | 3  | 3  | 0  | 0  | 14 | 2  | +12 | 9   |
| Defensor Israel  | 3  | 2  | 0  | 1  | 9  | 5  | +4  | 6   |
| Deportivo Scorza | 3  | 1  | 0  | 2  | 6  | 11 | -5  | 3   |
| Mateo Pumacahua  | 3  | 0  | 0  | 3  | 3  | 14 | -11 | 0   |

| Grupo B          | Grupo B       | Grupo B          | Grupo B                | Grupo B        | Grupo B       | Grupo B       | Grupo B       | Grupo B       | Grupo B       | Grupo B       | Grupo B       |               |               |               |               |               |               |               |               |               |               |               |               |               |               |               |               |               |               |               |               |               |               |               |               |               |               |               |               |
| Local            | Resultado     | Visitante        | Estadio                | Distrito       | Fecha         | Hora          |               |               |               |               |               |               |               |               |               |               |               |               |               |               |               |               |               |               |               |               |               |               |               |               |               |               |               |               |               |               |               |               |               |
| Primera Fecha    | Primera Fecha | Primera Fecha    | Primera Fecha          | Primera Fecha  | Primera Fecha | Primera Fecha | Primera Fecha | Primera Fecha | Primera Fecha | Primera Fecha | Primera Fecha | Primera Fecha | Primera Fecha | Primera Fecha | Primera Fecha | Primera Fecha | Primera Fecha | Primera Fecha | Primera Fecha | Primera Fecha | Primera Fecha | Primera Fecha | Primera Fecha | Primera Fecha | Primera Fecha | Primera Fecha | Primera Fecha | Primera Fecha | Primera Fecha | Primera Fecha | Primera Fecha | Primera Fecha | Primera Fecha | Primera Fecha | Primera Fecha | Primera Fecha | Primera Fecha | Primera Fecha | Primera Fecha |
| ---------------- | ------------- | ---------------- | ---------------------- | -------------- | ------------- | ------------- | ------------- | ------------- | ------------- | ------------- | ------------- | ------------- | ------------- | ------------- | ------------- | ------------- | ------------- | ------------- | ------------- | ------------- | ------------- | ------------- | ------------- | ------------- | ------------- | ------------- | ------------- | ------------- | ------------- | ------------- | ------------- | ------------- | ------------- | ------------- | ------------- | ------------- | ------------- | ------------- | ------------- |
| Mateo Pumacahua  | 2 - 5         | Defensor Israel  | Los Palitos            | Miraflores     | 7 de junio    | 11:50         |               |               |               |               |               |               |               |               |               |               |               |               |               |               |               |               |               |               |               |               |               |               |               |               |               |               |               |               |               |               |               |               |               |
| Deportivo Scorza | 2 - 6         | Unión Libertad   | Municipal de Mollebaya | Mollebaya      | 7 de junio    | 12:50         |               |               |               |               |               |               |               |               |               |               |               |               |               |               |               |               |               |               |               |               |               |               |               |               |               |               |               |               |               |               |               |               |               |
| Segunda Fecha    |               |                  |                        |                |               |               |               |               |               |               |               |               |               |               |               |               |               |               |               |               |               |               |               |               |               |               |               |               |               |               |               |               |               |               |               |               |               |               |               |
| Unión Libertad   | 5 - 0         | Mateo Pumacahua  | Arturo Díaz Huerta     | Cerro Colorado | 14 de junio   | 14:50         |               |               |               |               |               |               |               |               |               |               |               |               |               |               |               |               |               |               |               |               |               |               |               |               |               |               |               |               |               |               |               |               |               |
| Defensor Israel  | 4 - 0         | Deportivo Scorza | Máximo Carrasco        | Paucarpata     | 14 de junio   | 10:50         |               |               |               |               |               |               |               |               |               |               |               |               |               |               |               |               |               |               |               |               |               |               |               |               |               |               |               |               |               |               |               |               |               |
| Tercera Fecha    |               |                  |                        |                |               |               |               |               |               |               |               |               |               |               |               |               |               |               |               |               |               |               |               |               |               |               |               |               |               |               |               |               |               |               |               |               |               |               |               |
| Unión Libertad   | 3 - 0         | Defensor Israel  | Arturo Díaz Huerta     | Cerro Colorado | 21 de junio   | 10:30         |               |               |               |               |               |               |               |               |               |               |               |               |               |               |               |               |               |               |               |               |               |               |               |               |               |               |               |               |               |               |               |               |               |
| Deportivo Scorza | 4 - 1         | Mateo Pumacahua  | Municipal de Mollebaya | Mollebaya      | 21 de junio   | 11:50         |               |               |               |               |               |               |               |               |               |               |               |               |               |               |               |               |               |               |               |               |               |               |               |               |               |               |               |               |               |               |               |               |               |

### Grupo C
| Grupo | Club               | Distrito          | Condición            |
| ----- | ------------------ | ----------------- | -------------------- |
| C     | Juventud Bolognesi | Tiabaya           | Campeón Distrital    |
| C     | Saetas de Oro      | La Joya           | Subcampeón Distrital |
| C     | Deportivo Lucero   | Socabaya          | Subcampeón Distrital |
| C     | Estrella Solitaria | Alto Selva Alegre | Campeón Distrital    |

| Equipo             | PJ | PG | PE | PP | GF | GC | DG | Pts |
| ------------------ | -- | -- | -- | -- | -- | -- | -- | --- |
| Saetas de Oro      | 3  | 3  | 0  | 0  | 8  | 2  | +6 | 9   |
| Estrella Solitaria | 3  | 1  | 1  | 1  | 4  | 4  | 0  | 4   |
| Juventud Bolognesi | 3  | 0  | 2  | 1  | 2  | 3  | -1 | 2   |
| Deportivo Lucero   | 3  | 0  | 1  | 2  | 2  | 7  | -5 | 1   |

| Grupo C            | Grupo C       | Grupo C            | Grupo C                     | Grupo C           | Grupo C       | Grupo C       | Grupo C       | Grupo C       | Grupo C       | Grupo C       | Grupo C       |               |               |               |               |               |               |               |               |               |               |               |               |               |               |               |               |               |               |               |               |               |               |               |               |               |               |               |               |
| Local              | Resultado     | Visitante          | Estadio                     | Distrito          | Fecha         | Hora          |               |               |               |               |               |               |               |               |               |               |               |               |               |               |               |               |               |               |               |               |               |               |               |               |               |               |               |               |               |               |               |               |               |
| Primera Fecha      | Primera Fecha | Primera Fecha      | Primera Fecha               | Primera Fecha     | Primera Fecha | Primera Fecha | Primera Fecha | Primera Fecha | Primera Fecha | Primera Fecha | Primera Fecha | Primera Fecha | Primera Fecha | Primera Fecha | Primera Fecha | Primera Fecha | Primera Fecha | Primera Fecha | Primera Fecha | Primera Fecha | Primera Fecha | Primera Fecha | Primera Fecha | Primera Fecha | Primera Fecha | Primera Fecha | Primera Fecha | Primera Fecha | Primera Fecha | Primera Fecha | Primera Fecha | Primera Fecha | Primera Fecha | Primera Fecha | Primera Fecha | Primera Fecha | Primera Fecha | Primera Fecha | Primera Fecha |
| ------------------ | ------------- | ------------------ | --------------------------- | ----------------- | ------------- | ------------- | ------------- | ------------- | ------------- | ------------- | ------------- | ------------- | ------------- | ------------- | ------------- | ------------- | ------------- | ------------- | ------------- | ------------- | ------------- | ------------- | ------------- | ------------- | ------------- | ------------- | ------------- | ------------- | ------------- | ------------- | ------------- | ------------- | ------------- | ------------- | ------------- | ------------- | ------------- | ------------- | ------------- |
| Saetas de Oro      | 4 - 1         | Deportivo Lucero   | Municipal de La Joya        | La Joya           | 7 de junio    | 12:50         |               |               |               |               |               |               |               |               |               |               |               |               |               |               |               |               |               |               |               |               |               |               |               |               |               |               |               |               |               |               |               |               |               |
| Juventud Bolognesi | 1 - 1         | Estrella Solitaria | Municipal de Tiabaya        | Tiabaya           | 7 de junio    | 10:50         |               |               |               |               |               |               |               |               |               |               |               |               |               |               |               |               |               |               |               |               |               |               |               |               |               |               |               |               |               |               |               |               |               |
| Segunda Fecha      |               |                    |                             |                   |               |               |               |               |               |               |               |               |               |               |               |               |               |               |               |               |               |               |               |               |               |               |               |               |               |               |               |               |               |               |               |               |               |               |               |
| Estrella Solitaria | 0 - 2         | Saetas de Oro      | Complejo Deportivo Arequipa | Alto Selva Alegre | 14 de junio   | 11:50         |               |               |               |               |               |               |               |               |               |               |               |               |               |               |               |               |               |               |               |               |               |               |               |               |               |               |               |               |               |               |               |               |               |
| Deportivo Lucero   | 0 - 0         | Juventud Bolognesi | Ciudad Mi Trabajo-El Bosque | Socabaya          | 14 de junio   | 12:50         |               |               |               |               |               |               |               |               |               |               |               |               |               |               |               |               |               |               |               |               |               |               |               |               |               |               |               |               |               |               |               |               |               |
| Tercera Fecha      |               |                    |                             |                   |               |               |               |               |               |               |               |               |               |               |               |               |               |               |               |               |               |               |               |               |               |               |               |               |               |               |               |               |               |               |               |               |               |               |               |
| Saetas de Oro      | 2 - 1         | Juventud Bolognesi | Municipal de La Joya        | La Joya           | 21 de junio   | 12:50         |               |               |               |               |               |               |               |               |               |               |               |               |               |               |               |               |               |               |               |               |               |               |               |               |               |               |               |               |               |               |               |               |               |
| Deportivo Lucero   | 1 - 3         | Estrella Solitaria | Ciudad Mi Trabajo-El Bosque | Socabaya          | 21 de junio   | 09:50         |               |               |               |               |               |               |               |               |               |               |               |               |               |               |               |               |               |               |               |               |               |               |               |               |               |               |               |               |               |               |               |               |               |

### Grupo D
| Grupo | Club                   | Distrito   | Condición            |
| ----- | ---------------------- | ---------- | -------------------- |
| D     | Unión Salaverry        | Uchumayo   | Campeón Distrital    |
| D     | Benito Bonifaz         | Miraflores | Campeón Distrital    |
| D     | Augusto Freyre         | Hunter     | Subcampeón Distrital |
| D     | Olímpico San Francisco | Characato  | Subcampeón Distrital |

| Equipo                 | PJ | PG | PE | PP | GF | GC | DG | Pts |
| ---------------------- | -- | -- | -- | -- | -- | -- | -- | --- |
| Unión Salaverry        | 3  | 3  | 0  | 0  | 9  | 3  | +6 | 9   |
| Olímpico San Francisco | 3  | 2  | 0  | 1  | 5  | 6  | -1 | 6   |
| Benito Bonifaz         | 3  | 1  | 0  | 2  | 6  | 7  | -1 | 3   |
| Augusto Freyre         | 3  | 0  | 0  | 3  | 4  | 8  | -4 | 0   |

| Grupo D                | Grupo D       | Grupo D                | Grupo D               | Grupo D       | Grupo D       | Grupo D       | Grupo D       | Grupo D       | Grupo D       | Grupo D       | Grupo D       |               |               |               |               |               |               |               |               |               |               |               |               |               |               |               |               |               |               |               |               |               |               |               |               |               |               |               |               |
| Local                  | Resultado     | Visitante              | Estadio               | Distrito      | Fecha         | Hora          |               |               |               |               |               |               |               |               |               |               |               |               |               |               |               |               |               |               |               |               |               |               |               |               |               |               |               |               |               |               |               |               |               |
| Primera Fecha          | Primera Fecha | Primera Fecha          | Primera Fecha         | Primera Fecha | Primera Fecha | Primera Fecha | Primera Fecha | Primera Fecha | Primera Fecha | Primera Fecha | Primera Fecha | Primera Fecha | Primera Fecha | Primera Fecha | Primera Fecha | Primera Fecha | Primera Fecha | Primera Fecha | Primera Fecha | Primera Fecha | Primera Fecha | Primera Fecha | Primera Fecha | Primera Fecha | Primera Fecha | Primera Fecha | Primera Fecha | Primera Fecha | Primera Fecha | Primera Fecha | Primera Fecha | Primera Fecha | Primera Fecha | Primera Fecha | Primera Fecha | Primera Fecha | Primera Fecha | Primera Fecha | Primera Fecha |
| ---------------------- | ------------- | ---------------------- | --------------------- | ------------- | ------------- | ------------- | ------------- | ------------- | ------------- | ------------- | ------------- | ------------- | ------------- | ------------- | ------------- | ------------- | ------------- | ------------- | ------------- | ------------- | ------------- | ------------- | ------------- | ------------- | ------------- | ------------- | ------------- | ------------- | ------------- | ------------- | ------------- | ------------- | ------------- | ------------- | ------------- | ------------- | ------------- | ------------- | ------------- |
| Benito Bonifaz         | 4 - 2         | Augusto Freyre         | Los Palitos           | Miraflores    | 7 de junio    | 14:00         |               |               |               |               |               |               |               |               |               |               |               |               |               |               |               |               |               |               |               |               |               |               |               |               |               |               |               |               |               |               |               |               |               |
| Unión Salaverry        | 4 - 1         | Olímpico San Francisco | La Estación           | Uchumayo      | 7 de junio    | 10:50         |               |               |               |               |               |               |               |               |               |               |               |               |               |               |               |               |               |               |               |               |               |               |               |               |               |               |               |               |               |               |               |               |               |
| Segunda Fecha          |               |                        |                       |               |               |               |               |               |               |               |               |               |               |               |               |               |               |               |               |               |               |               |               |               |               |               |               |               |               |               |               |               |               |               |               |               |               |               |               |
| Olímpico San Francisco | 2 - 1         | Benito Bonifaz         | José Carpio Alarcón   | Characato     | 14 de junio   | 10:20         |               |               |               |               |               |               |               |               |               |               |               |               |               |               |               |               |               |               |               |               |               |               |               |               |               |               |               |               |               |               |               |               |               |
| Augusto Freyre         | 1 - 2         | Unión Salaverry        | Juan Velazco Alvarado | Hunter        | 14 de junio   | 12:50         |               |               |               |               |               |               |               |               |               |               |               |               |               |               |               |               |               |               |               |               |               |               |               |               |               |               |               |               |               |               |               |               |               |
| Tercera Fecha          |               |                        |                       |               |               |               |               |               |               |               |               |               |               |               |               |               |               |               |               |               |               |               |               |               |               |               |               |               |               |               |               |               |               |               |               |               |               |               |               |
| Benito Bonifaz         | 1 - 3         | Unión Salaverry        | Los Palitos           | Miraflores    | 21 de junio   | 11:20         |               |               |               |               |               |               |               |               |               |               |               |               |               |               |               |               |               |               |               |               |               |               |               |               |               |               |               |               |               |               |               |               |               |
| Augusto Freyre         | 1 - 2         | Olímpico San Francisco | Juan Velazco Alvarado | Hunter        | 21 de junio   | 09:50         |               |               |               |               |               |               |               |               |               |               |               |               |               |               |               |               |               |               |               |               |               |               |               |               |               |               |               |               |               |               |               |               |               |

### Grupo E
| Grupo | Club                  | Distrito            | Condición            |
| ----- | --------------------- | ------------------- | -------------------- |
| E     | DTC Satélite Chico    | Bustamante y Rivero | Subcampeón Distrital |
| E     | Deportivo Los Ángeles | Cayma               | Campeón Distrital    |
| E     | San Francis           | Characato           | Campeón Distrital    |
| E     | Sport Magallanes      | Mariano Melgar      | Campeón Distrital    |

| Equipo                | PJ | PG | PE | PP | GF | GC | DG  | Pts |
| --------------------- | -- | -- | -- | -- | -- | -- | --- | --- |
| Sport Magallanes      | 3  | 2  | 1  | 0  | 10 | 3  | +7  | 7   |
| DTC Satélite Chico    | 3  | 2  | 0  | 1  | 6  | 5  | +1  | 6   |
| Deportivo Los Ángeles | 3  | 1  | 1  | 1  | 8  | 6  | +2  | 4   |
| San Francis           | 3  | 0  | 0  | 3  | 4  | 14 | -10 | 0   |

| Grupo E               | Grupo E       | Grupo E               | Grupo E              | Grupo E        | Grupo E       | Grupo E       | Grupo E       | Grupo E       | Grupo E       | Grupo E       | Grupo E       |               |               |               |               |               |               |               |               |               |               |               |               |               |               |               |               |               |               |               |               |               |               |               |               |               |               |               |               |
| Local                 | Resultado     | Visitante             | Estadio              | Distrito       | Fecha         | Hora          |               |               |               |               |               |               |               |               |               |               |               |               |               |               |               |               |               |               |               |               |               |               |               |               |               |               |               |               |               |               |               |               |               |
| Primera Fecha         | Primera Fecha | Primera Fecha         | Primera Fecha        | Primera Fecha  | Primera Fecha | Primera Fecha | Primera Fecha | Primera Fecha | Primera Fecha | Primera Fecha | Primera Fecha | Primera Fecha | Primera Fecha | Primera Fecha | Primera Fecha | Primera Fecha | Primera Fecha | Primera Fecha | Primera Fecha | Primera Fecha | Primera Fecha | Primera Fecha | Primera Fecha | Primera Fecha | Primera Fecha | Primera Fecha | Primera Fecha | Primera Fecha | Primera Fecha | Primera Fecha | Primera Fecha | Primera Fecha | Primera Fecha | Primera Fecha | Primera Fecha | Primera Fecha | Primera Fecha | Primera Fecha | Primera Fecha |
| --------------------- | ------------- | --------------------- | -------------------- | -------------- | ------------- | ------------- | ------------- | ------------- | ------------- | ------------- | ------------- | ------------- | ------------- | ------------- | ------------- | ------------- | ------------- | ------------- | ------------- | ------------- | ------------- | ------------- | ------------- | ------------- | ------------- | ------------- | ------------- | ------------- | ------------- | ------------- | ------------- | ------------- | ------------- | ------------- | ------------- | ------------- | ------------- | ------------- | ------------- |
| Deportivo Los Ángeles | 4 - 1         | San Francis           | Municipal La Tomilla | Cayma          | 6 de junio    | 15:20         |               |               |               |               |               |               |               |               |               |               |               |               |               |               |               |               |               |               |               |               |               |               |               |               |               |               |               |               |               |               |               |               |               |
| DTC Satélite Chico    | 0 - 1         | Sport Magallanes      | Simón Bolívar        | Bustamante     | 7 de junio    | 12:50         |               |               |               |               |               |               |               |               |               |               |               |               |               |               |               |               |               |               |               |               |               |               |               |               |               |               |               |               |               |               |               |               |               |
| Segunda Fecha         |               |                       |                      |                |               |               |               |               |               |               |               |               |               |               |               |               |               |               |               |               |               |               |               |               |               |               |               |               |               |               |               |               |               |               |               |               |               |               |               |
| Sport Magallanes      | 2 - 2         | Deportivo Los Ángeles | Complejo "Maracaná"  | Mariano Melgar | 14 de junio   | 11:50         |               |               |               |               |               |               |               |               |               |               |               |               |               |               |               |               |               |               |               |               |               |               |               |               |               |               |               |               |               |               |               |               |               |
| San Francis           | 2 - 3         | DTC Satélite Chico    | José Carpio Alarcón  | Characato      | 14 de junio   | 12:30         |               |               |               |               |               |               |               |               |               |               |               |               |               |               |               |               |               |               |               |               |               |               |               |               |               |               |               |               |               |               |               |               |               |
| Tercera Fecha         |               |                       |                      |                |               |               |               |               |               |               |               |               |               |               |               |               |               |               |               |               |               |               |               |               |               |               |               |               |               |               |               |               |               |               |               |               |               |               |               |
| Deportivo Los Ángeles | 2 - 3         | DTC Satélite Chico    | Municipal La Tomilla | Cayma          | 21 de junio   | 13:00         |               |               |               |               |               |               |               |               |               |               |               |               |               |               |               |               |               |               |               |               |               |               |               |               |               |               |               |               |               |               |               |               |               |
| San Francis           | 1 - 7         | Sport Magallanes      | José Carpio Alarcón  | Characato      | 21 de junio   | 10:50         |               |               |               |               |               |               |               |               |               |               |               |               |               |               |               |               |               |               |               |               |               |               |               |               |               |               |               |               |               |               |               |               |               |

### Grupo F
| Grupo | Club               | Distrito   | Condición            |
| ----- | ------------------ | ---------- | -------------------- |
| F     | Defensor Municipal | Yura       | Subcampeón Distrital |
| F     | Juventud Pionera   | Paucarpata | Campeón Distrital    |
| F     | AD Real Católica   | Cayma      | Subcampeón Distrital |
| F     | Independiente      | Vitor      | Subcampeón Distrital |

| Equipo             | PJ | PG | PE | PP | GF | GC | DG  | Pts |
| ------------------ | -- | -- | -- | -- | -- | -- | --- | --- |
| AD Real Católica   | 3  | 2  | 1  | 0  | 13 | 2  | +11 | 7   |
| Juventud Prionera  | 3  | 1  | 2  | 0  | 4  | 1  | +3  | 5   |
| Independiente      | 3  | 0  | 2  | 1  | 3  | 8  | -5  | 2   |
| Defensor Municipal | 3  | 0  | 1  | 3  | 2  | 11 | -9  | 1   |

| Grupo F            | Grupo F       | Grupo F            | Grupo F                 | Grupo F       | Grupo F       | Grupo F       | Grupo F       | Grupo F       | Grupo F       | Grupo F       | Grupo F       |               |               |               |               |               |               |               |               |               |               |               |               |               |               |               |               |               |               |               |               |               |               |               |               |               |               |               |               |
| Local              | Resultado     | Visitante          | Estadio                 | Distrito      | Fecha         | Hora          |               |               |               |               |               |               |               |               |               |               |               |               |               |               |               |               |               |               |               |               |               |               |               |               |               |               |               |               |               |               |               |               |               |
| Primera Fecha      | Primera Fecha | Primera Fecha      | Primera Fecha           | Primera Fecha | Primera Fecha | Primera Fecha | Primera Fecha | Primera Fecha | Primera Fecha | Primera Fecha | Primera Fecha | Primera Fecha | Primera Fecha | Primera Fecha | Primera Fecha | Primera Fecha | Primera Fecha | Primera Fecha | Primera Fecha | Primera Fecha | Primera Fecha | Primera Fecha | Primera Fecha | Primera Fecha | Primera Fecha | Primera Fecha | Primera Fecha | Primera Fecha | Primera Fecha | Primera Fecha | Primera Fecha | Primera Fecha | Primera Fecha | Primera Fecha | Primera Fecha | Primera Fecha | Primera Fecha | Primera Fecha | Primera Fecha |
| ------------------ | ------------- | ------------------ | ----------------------- | ------------- | ------------- | ------------- | ------------- | ------------- | ------------- | ------------- | ------------- | ------------- | ------------- | ------------- | ------------- | ------------- | ------------- | ------------- | ------------- | ------------- | ------------- | ------------- | ------------- | ------------- | ------------- | ------------- | ------------- | ------------- | ------------- | ------------- | ------------- | ------------- | ------------- | ------------- | ------------- | ------------- | ------------- | ------------- | ------------- |
| Defensor Municipal | 2 - 2         | Independiente      | Olímpico Ciudad de Dios | Yura          | 7 de junio    | 13:50         |               |               |               |               |               |               |               |               |               |               |               |               |               |               |               |               |               |               |               |               |               |               |               |               |               |               |               |               |               |               |               |               |               |
| Juventud Prionera  | 1 - 1         | AD Real Católica   | Máximo Carrasco         | Paucarpata    | 7 de junio    | 10:20         |               |               |               |               |               |               |               |               |               |               |               |               |               |               |               |               |               |               |               |               |               |               |               |               |               |               |               |               |               |               |               |               |               |
| Segunda Fecha      |               |                    |                         |               |               |               |               |               |               |               |               |               |               |               |               |               |               |               |               |               |               |               |               |               |               |               |               |               |               |               |               |               |               |               |               |               |               |               |               |
| AD Real Católica   | 6 - 0         | Defensor Municipal | Municipal La Tomilla    | Cayma         | 14 de junio   | 10:20         |               |               |               |               |               |               |               |               |               |               |               |               |               |               |               |               |               |               |               |               |               |               |               |               |               |               |               |               |               |               |               |               |               |
| Independiente      | 0 - 0         | Juventud Prionera  | Walter Vizcarra         | Vitor         | 14 de junio   | 12:50         |               |               |               |               |               |               |               |               |               |               |               |               |               |               |               |               |               |               |               |               |               |               |               |               |               |               |               |               |               |               |               |               |               |
| Tercera Fecha      |               |                    |                         |               |               |               |               |               |               |               |               |               |               |               |               |               |               |               |               |               |               |               |               |               |               |               |               |               |               |               |               |               |               |               |               |               |               |               |               |
| Juventud Prionera  | 3 - 0         | Defensor Municipal | Máximo Carrasco         | Paucarpata    | 21 de junio   | 09:50         |               |               |               |               |               |               |               |               |               |               |               |               |               |               |               |               |               |               |               |               |               |               |               |               |               |               |               |               |               |               |               |               |               |
| AD Real Católica   | 6 - 1         | Independiente      | Municipal La Tomilla    | Cayma         | 21 de junio   | 10:50         |               |               |               |               |               |               |               |               |               |               |               |               |               |               |               |               |               |               |               |               |               |               |               |               |               |               |               |               |               |               |               |               |               |

### Grupo G
| Grupo | Club               | Distrito          | Condición            |
| ----- | ------------------ | ----------------- | -------------------- |
| G     | Barcelona FC       | Alto Selva Alegre | Subcampeón Distrital |
| G     | Real Castilla      | Cerro Colorado    | Subcampeón Distrital |
| G     | Atlético Villareal | Socabaya          | Campeón Distrital    |
| G     | Defensor El Carmen | Uchumayo          | Subcampeón Distrital |

| Equipo             | PJ | PG | PE | PP | GF | GC | DG | Pts |
| ------------------ | -- | -- | -- | -- | -- | -- | -- | --- |
| Real Castilla      | 3  | 1  | 2  | 0  | 5  | 4  | +1 | 5   |
| Defensor El Carmen | 3  | 1  | 1  | 1  | 5  | 3  | +2 | 4   |
| Barcelona FC       | 3  | 1  | 1  | 1  | 5  | 7  | -2 | 4   |
| Atlético Villareal | 3  | 0  | 2  | 1  | 2  | 3  | -1 | 2   |

| Grupo G            | Grupo G       | Grupo G            | Grupo G                     | Grupo G           | Grupo G       | Grupo G       | Grupo G       | Grupo G       | Grupo G       | Grupo G       | Grupo G       |               |               |               |               |               |               |               |               |               |               |               |               |               |               |               |               |               |               |               |               |               |               |               |               |               |               |               |               |
| Local              | Resultado     | Visitante          | Estadio                     | Distrito          | Fecha         | Hora          |               |               |               |               |               |               |               |               |               |               |               |               |               |               |               |               |               |               |               |               |               |               |               |               |               |               |               |               |               |               |               |               |               |
| Primera Fecha      | Primera Fecha | Primera Fecha      | Primera Fecha               | Primera Fecha     | Primera Fecha | Primera Fecha | Primera Fecha | Primera Fecha | Primera Fecha | Primera Fecha | Primera Fecha | Primera Fecha | Primera Fecha | Primera Fecha | Primera Fecha | Primera Fecha | Primera Fecha | Primera Fecha | Primera Fecha | Primera Fecha | Primera Fecha | Primera Fecha | Primera Fecha | Primera Fecha | Primera Fecha | Primera Fecha | Primera Fecha | Primera Fecha | Primera Fecha | Primera Fecha | Primera Fecha | Primera Fecha | Primera Fecha | Primera Fecha | Primera Fecha | Primera Fecha | Primera Fecha | Primera Fecha | Primera Fecha |
| ------------------ | ------------- | ------------------ | --------------------------- | ----------------- | ------------- | ------------- | ------------- | ------------- | ------------- | ------------- | ------------- | ------------- | ------------- | ------------- | ------------- | ------------- | ------------- | ------------- | ------------- | ------------- | ------------- | ------------- | ------------- | ------------- | ------------- | ------------- | ------------- | ------------- | ------------- | ------------- | ------------- | ------------- | ------------- | ------------- | ------------- | ------------- | ------------- | ------------- | ------------- |
| Barcelona FC       | 0 - 3         | Defensor El Carmen | Complejo Deportivo Arequipa | Alto Selva Alegre | 7 de junio    | 14:50         |               |               |               |               |               |               |               |               |               |               |               |               |               |               |               |               |               |               |               |               |               |               |               |               |               |               |               |               |               |               |               |               |               |
| Real Castilla      | 0 - 0         | Atlético Villareal | Arturo Díaz Huerta          | Cerro Colorado    | 7 de junio    | 14:50         |               |               |               |               |               |               |               |               |               |               |               |               |               |               |               |               |               |               |               |               |               |               |               |               |               |               |               |               |               |               |               |               |               |
| Segunda Fecha      |               |                    |                             |                   |               |               |               |               |               |               |               |               |               |               |               |               |               |               |               |               |               |               |               |               |               |               |               |               |               |               |               |               |               |               |               |               |               |               |               |
| Atlético Villareal | 1 - 2         | Barcelona FC       | El Bosque-Ciudad Mi Trabajo | Socabaya          | 14 de junio   | 15:00         |               |               |               |               |               |               |               |               |               |               |               |               |               |               |               |               |               |               |               |               |               |               |               |               |               |               |               |               |               |               |               |               |               |
| Defensor El Carmen | 1 - 2         | Real Castilla      | Segundo Calderón            | Uchumayo          | 14 de junio   | 10:50         |               |               |               |               |               |               |               |               |               |               |               |               |               |               |               |               |               |               |               |               |               |               |               |               |               |               |               |               |               |               |               |               |               |
| Tercera Fecha      |               |                    |                             |                   |               |               |               |               |               |               |               |               |               |               |               |               |               |               |               |               |               |               |               |               |               |               |               |               |               |               |               |               |               |               |               |               |               |               |               |
| Atlético Villareal | 1 - 1         | Defensor El Carmen | El Bosque-Ciudad Mi Trabajo | Socabaya          | 21 de junio   | 12:00         |               |               |               |               |               |               |               |               |               |               |               |               |               |               |               |               |               |               |               |               |               |               |               |               |               |               |               |               |               |               |               |               |               |
| Real Castilla      | 3 - 3         | Barcelona FC       | Arturo Díaz Huerta          | Cerro Colorado    | 21 de junio   | 12:30         |               |               |               |               |               |               |               |               |               |               |               |               |               |               |               |               |               |               |               |               |               |               |               |               |               |               |               |               |               |               |               |               |               |

### Grupo H
| Grupo | Club                 | Distrito            | Condición         |
| ----- | -------------------- | ------------------- | ----------------- |
| H     | Rosarino Tasahuayo   | Bustamante y Rivero | Campeón Distrital |
| H     | Internacional Junior | Yanahuara           | Campeón Distrital |
| H     | Deportivo Bolognesi  | Vitor               | Campeón Distrital |
| H     | Sportivo Huracán     | Arequipa            | Campeón Distrital |

| Equipo               | PJ | PG | PE | PP | GF | GC | DG  | Pts |
| -------------------- | -- | -- | -- | -- | -- | -- | --- | --- |
| Sportivo Huracán     | 3  | 2  | 1  | 0  | 17 | 2  | +15 | 7   |
| Rosarino Tasahuayo   | 3  | 2  | 1  | 0  | 8  | 6  | +2  | 7   |
| Internacional Junior | 3  | 1  | 0  | 2  | 4  | 6  | -2  | 3   |
| Deportivo Bolognesi  | 3  | 0  | 0  | 3  | 2  | 17 | -15 | 0   |

| Grupo H              | Grupo H       | Grupo H              | Grupo H         | Grupo H       | Grupo H       | Grupo H       | Grupo H       | Grupo H       | Grupo H       | Grupo H       | Grupo H       |               |               |               |               |               |               |               |               |               |               |               |               |               |               |               |               |               |               |               |               |               |               |               |               |               |               |               |               |
| Local                | Resultado     | Visitante            | Estadio         | Distrito      | Fecha         | Hora          |               |               |               |               |               |               |               |               |               |               |               |               |               |               |               |               |               |               |               |               |               |               |               |               |               |               |               |               |               |               |               |               |               |
| Primera Fecha        | Primera Fecha | Primera Fecha        | Primera Fecha   | Primera Fecha | Primera Fecha | Primera Fecha | Primera Fecha | Primera Fecha | Primera Fecha | Primera Fecha | Primera Fecha | Primera Fecha | Primera Fecha | Primera Fecha | Primera Fecha | Primera Fecha | Primera Fecha | Primera Fecha | Primera Fecha | Primera Fecha | Primera Fecha | Primera Fecha | Primera Fecha | Primera Fecha | Primera Fecha | Primera Fecha | Primera Fecha | Primera Fecha | Primera Fecha | Primera Fecha | Primera Fecha | Primera Fecha | Primera Fecha | Primera Fecha | Primera Fecha | Primera Fecha | Primera Fecha | Primera Fecha | Primera Fecha |
| -------------------- | ------------- | -------------------- | --------------- | ------------- | ------------- | ------------- | ------------- | ------------- | ------------- | ------------- | ------------- | ------------- | ------------- | ------------- | ------------- | ------------- | ------------- | ------------- | ------------- | ------------- | ------------- | ------------- | ------------- | ------------- | ------------- | ------------- | ------------- | ------------- | ------------- | ------------- | ------------- | ------------- | ------------- | ------------- | ------------- | ------------- | ------------- | ------------- | ------------- |
| Internacional Junior | 2-0           | Deportivo Bolognesi  | Umacollo        | Yanahuara     | 6 de junio    | 14:50         |               |               |               |               |               |               |               |               |               |               |               |               |               |               |               |               |               |               |               |               |               |               |               |               |               |               |               |               |               |               |               |               |               |
| Rosarino Tasahuayo   | 2 - 2         | Sportivo Huracán     | Simón Bolívar   | Bustamante    | 7 de junio    | 15:00         |               |               |               |               |               |               |               |               |               |               |               |               |               |               |               |               |               |               |               |               |               |               |               |               |               |               |               |               |               |               |               |               |               |
| Segunda Fecha        |               |                      |                 |               |               |               |               |               |               |               |               |               |               |               |               |               |               |               |               |               |               |               |               |               |               |               |               |               |               |               |               |               |               |               |               |               |               |               |               |
| Sportivo Huracán     | 3 - 0         | Internacional Junior | Mariano Melgar  | Arequipa      | 13 de junio   | 14:50         |               |               |               |               |               |               |               |               |               |               |               |               |               |               |               |               |               |               |               |               |               |               |               |               |               |               |               |               |               |               |               |               |               |
| Deportivo Bolognesi  | 2 - 3         | Rosarino Tasahuayo   | Walter Vizcarra | Vitor         | 14 de junio   | 15:00         |               |               |               |               |               |               |               |               |               |               |               |               |               |               |               |               |               |               |               |               |               |               |               |               |               |               |               |               |               |               |               |               |               |
| Tercera Fecha        |               |                      |                 |               |               |               |               |               |               |               |               |               |               |               |               |               |               |               |               |               |               |               |               |               |               |               |               |               |               |               |               |               |               |               |               |               |               |               |               |
| Internacional Junior | 2 - 3         | Rosarino Tasahuayo   | Mariano Melgar  | Arequipa      | 20 de junio   | 15:00         |               |               |               |               |               |               |               |               |               |               |               |               |               |               |               |               |               |               |               |               |               |               |               |               |               |               |               |               |               |               |               |               |               |
| Deportivo Bolognesi  | 0 - 12        | Sportivo Huracán     | Walter Vizcarra | Vitor         | 21 de junio   | 09:50         |               |               |               |               |               |               |               |               |               |               |               |               |               |               |               |               |               |               |               |               |               |               |               |               |               |               |               |               |               |               |               |               |               |

### Grupo I
| Grupo | Club              | Distrito       | Condición            |
| ----- | ----------------- | -------------- | -------------------- |
| I     | CDC Cruzeiro      | Mariano Melgar | Subcampeón Distrital |
| I     | Diamante Joyino   | La Joya        | Campeón Distrital    |
| I     | Sporting Piniella | Yura           | Campeón Distrital    |
| I     | Parish FC         | Tiabaya        | Subcampeón Distrital |

| Equipo            | PJ | PG | PE | PP | GF | GC | DG | Pts |
| ----------------- | -- | -- | -- | -- | -- | -- | -- | --- |
| Parish FC         | 3  | 2  | 1  | 0  | 7  | 3  | +4 | 7   |
| CDC Cruzeiro      | 3  | 0  | 3  | 0  | 5  | 5  | 0  | 3   |
| Diamante Joyino   | 3  | 0  | 2  | 1  | 2  | 3  | -1 | 2   |
| Sporting Piniella | 3  | 0  | 2  | 1  | 4  | 7  | -3 | 2   |

| Grupo I           | Grupo I       | Grupo I           | Grupo I                 | Grupo I        | Grupo I       | Grupo I       | Grupo I       | Grupo I       | Grupo I       | Grupo I       | Grupo I       |               |               |               |               |               |               |               |               |               |               |               |               |               |               |               |               |               |               |               |               |               |               |               |               |               |               |               |               |
| Local             | Resultado     | Visitante         | Estadio                 | Distrito       | Fecha         | Hora          |               |               |               |               |               |               |               |               |               |               |               |               |               |               |               |               |               |               |               |               |               |               |               |               |               |               |               |               |               |               |               |               |               |
| Primera Fecha     | Primera Fecha | Primera Fecha     | Primera Fecha           | Primera Fecha  | Primera Fecha | Primera Fecha | Primera Fecha | Primera Fecha | Primera Fecha | Primera Fecha | Primera Fecha | Primera Fecha | Primera Fecha | Primera Fecha | Primera Fecha | Primera Fecha | Primera Fecha | Primera Fecha | Primera Fecha | Primera Fecha | Primera Fecha | Primera Fecha | Primera Fecha | Primera Fecha | Primera Fecha | Primera Fecha | Primera Fecha | Primera Fecha | Primera Fecha | Primera Fecha | Primera Fecha | Primera Fecha | Primera Fecha | Primera Fecha | Primera Fecha | Primera Fecha | Primera Fecha | Primera Fecha | Primera Fecha |
| ----------------- | ------------- | ----------------- | ----------------------- | -------------- | ------------- | ------------- | ------------- | ------------- | ------------- | ------------- | ------------- | ------------- | ------------- | ------------- | ------------- | ------------- | ------------- | ------------- | ------------- | ------------- | ------------- | ------------- | ------------- | ------------- | ------------- | ------------- | ------------- | ------------- | ------------- | ------------- | ------------- | ------------- | ------------- | ------------- | ------------- | ------------- | ------------- | ------------- | ------------- |
| CDC Cruzeiro      | 2 - 2         | Parish FC         | Complejo "Maracaná"     | Mariano Melgar | 7 de junio    | 12:50         |               |               |               |               |               |               |               |               |               |               |               |               |               |               |               |               |               |               |               |               |               |               |               |               |               |               |               |               |               |               |               |               |               |
| Diamante Joyino   | 1 - 1         | Sporting Piniella | Municipal de La Joya    | La Joya        | 7 de junio    | 15:00         |               |               |               |               |               |               |               |               |               |               |               |               |               |               |               |               |               |               |               |               |               |               |               |               |               |               |               |               |               |               |               |               |               |
| Segunda Fecha     |               |                   |                         |                |               |               |               |               |               |               |               |               |               |               |               |               |               |               |               |               |               |               |               |               |               |               |               |               |               |               |               |               |               |               |               |               |               |               |               |
| Sporting Piniella | 2 - 2         | CDC Cruzeiro      | Olímpico Ciudad de Dios | Yura           | 14 de junio   | 14:50         |               |               |               |               |               |               |               |               |               |               |               |               |               |               |               |               |               |               |               |               |               |               |               |               |               |               |               |               |               |               |               |               |               |
| Parish FC         | 1 - 0         | Diamante Joyino   | Municipal de Tiabaya    | Tiabaya        | 14 de junio   | 14:50         |               |               |               |               |               |               |               |               |               |               |               |               |               |               |               |               |               |               |               |               |               |               |               |               |               |               |               |               |               |               |               |               |               |
| Tercera Fecha     |               |                   |                         |                |               |               |               |               |               |               |               |               |               |               |               |               |               |               |               |               |               |               |               |               |               |               |               |               |               |               |               |               |               |               |               |               |               |               |               |
| Sporting Piniella | 1 - 4         | Parish FC         | Arturo Díaz Huerta      | Cerro Colorado | 21 de junio   | 08:20         |               |               |               |               |               |               |               |               |               |               |               |               |               |               |               |               |               |               |               |               |               |               |               |               |               |               |               |               |               |               |               |               |               |
| Diamante Joyino   | 1 - 1         | CDC Cruzeiro      | Municipal de La Joya    | La Joya        | 21 de junio   | 15:00         |               |               |               |               |               |               |               |               |               |               |               |               |               |               |               |               |               |               |               |               |               |               |               |               |               |               |               |               |               |               |               |               |               |

### Grupo J
| Grupo | Club               | Distrito  | Condición            |
| ----- | ------------------ | --------- | -------------------- |
| J     | Defensor Santa Ana | Mollebaya | Campeón Distrital    |
| J     | Atlético Pisco     | Hunter    | Campeón Distrital    |
| J     | Unión Sachaca      | Sachaca   | Subcampeón Distrital |

| Equipo             | PJ | PG | PE | PP | GF | GC | DG | Pts |
| ------------------ | -- | -- | -- | -- | -- | -- | -- | --- |
| Unión Sachaca      | 2  | 1  | 1  | 0  | 6  | 2  | +4 | 4   |
| Atlético Pisco     | 2  | 1  | 1  | 0  | 3  | 1  | +2 | 4   |
| Defensor Santa Ana | 2  | 0  | 0  | 2  | 1  | 7  | -6 | 0   |

| Grupo J            | Grupo J       | Grupo J            | Grupo J                | Grupo J       | Grupo J       | Grupo J       | Grupo J       | Grupo J       | Grupo J       | Grupo J       | Grupo J       |               |               |               |               |               |               |               |               |               |               |               |               |               |               |               |               |               |               |               |               |               |               |               |               |               |               |               |               |
| Local              | Resultado     | Visitante          | Estadio                | Distrito      | Fecha         | Hora          |               |               |               |               |               |               |               |               |               |               |               |               |               |               |               |               |               |               |               |               |               |               |               |               |               |               |               |               |               |               |               |               |               |
| Primera Fecha      | Primera Fecha | Primera Fecha      | Primera Fecha          | Primera Fecha | Primera Fecha | Primera Fecha | Primera Fecha | Primera Fecha | Primera Fecha | Primera Fecha | Primera Fecha | Primera Fecha | Primera Fecha | Primera Fecha | Primera Fecha | Primera Fecha | Primera Fecha | Primera Fecha | Primera Fecha | Primera Fecha | Primera Fecha | Primera Fecha | Primera Fecha | Primera Fecha | Primera Fecha | Primera Fecha | Primera Fecha | Primera Fecha | Primera Fecha | Primera Fecha | Primera Fecha | Primera Fecha | Primera Fecha | Primera Fecha | Primera Fecha | Primera Fecha | Primera Fecha | Primera Fecha | Primera Fecha |
| ------------------ | ------------- | ------------------ | ---------------------- | ------------- | ------------- | ------------- | ------------- | ------------- | ------------- | ------------- | ------------- | ------------- | ------------- | ------------- | ------------- | ------------- | ------------- | ------------- | ------------- | ------------- | ------------- | ------------- | ------------- | ------------- | ------------- | ------------- | ------------- | ------------- | ------------- | ------------- | ------------- | ------------- | ------------- | ------------- | ------------- | ------------- | ------------- | ------------- | ------------- |
| Defensor Santa Ana | 1 - 5         | Unión Sachaca      | Municipal de Mollebaya | Mollebaya     | 7 de junio    | 15:00         |               |               |               |               |               |               |               |               |               |               |               |               |               |               |               |               |               |               |               |               |               |               |               |               |               |               |               |               |               |               |               |               |               |
| Segunda Fecha      |               |                    |                        |               |               |               |               |               |               |               |               |               |               |               |               |               |               |               |               |               |               |               |               |               |               |               |               |               |               |               |               |               |               |               |               |               |               |               |               |
| Atlético Pisco     | 2 - 0         | Defensor Santa Ana | Juan Velazco Alvarado  | Hunter        | 14 de junio   | 15:00         |               |               |               |               |               |               |               |               |               |               |               |               |               |               |               |               |               |               |               |               |               |               |               |               |               |               |               |               |               |               |               |               |               |
| Tercera Fecha      |               |                    |                        |               |               |               |               |               |               |               |               |               |               |               |               |               |               |               |               |               |               |               |               |               |               |               |               |               |               |               |               |               |               |               |               |               |               |               |               |
| Unión Sachaca      | 1 - 1         | Atlético Pisco     | Municipal de Sachaca   | Sachaca       | 21 de junio   | 10:50         |               |               |               |               |               |               |               |               |               |               |               |               |               |               |               |               |               |               |               |               |               |               |               |               |               |               |               |               |               |               |               |               |               |

### Mejores segundos
Entre los equipos que alcanzaran el segundo lugar de sus respectivos grupos, clasifican además de los primeros, seis mejores segundos.
| Equipo                  | Grupo | PJ | PG | PE | PP | GF | GC | Dif | Pts |
| ----------------------- | ----- | -- | -- | -- | -- | -- | -- | --- | --- |
| Rosarino Tasahuayo      | H     | 3  | 2  | 1  | 0  | 8  | 6  | +2  | 7   |
| Defensor Israel         | B     | 3  | 2  | 0  | 1  | 9  | 5  | +4  | 6   |
| Deportivo Municipalidad | A     | 3  | 2  | 0  | 1  | 4  | 2  | +2  | 6   |
| DTC Satélite Chico      | E     | 3  | 2  | 0  | 1  | 6  | 5  | +1  | 6   |
| Olímpico San Francisco  | D     | 3  | 2  | 0  | 1  | 5  | 6  | -1  | 6   |
| Juventud Prionera       | F     | 3  | 1  | 2  | 0  | 4  | 1  | +3  | 5   |
| Atlético Pisco          | J     | 2  | 1  | 1  | 0  | 3  | 1  | +2  | 4   |
| Defensor El Carmen      | G     | 3  | 1  | 1  | 1  | 5  | 3  | +2  | 4   |
| Estrella Solitaria      | C     | 3  | 1  | 1  | 1  | 4  | 4  | 0   | 4   |
| CDC Cruzeiro            | I     | 3  | 0  | 3  | 0  | 5  | 5  | 0   | 3   |

## Segunda Fase
Llaves de eliminación directa sobre la base de dos partidos (ida y vuelta).

### Clasificados
Los primeros de cada grupo más los seis mejores segundos.
| Distrito            | Club                    | Grupo | Posición | Estadio              |
| ------------------- | ----------------------- | ----- | -------- | -------------------- |
| Arequipa            | FBC Aurora              | A     | I        | Mariano Melgar       |
| Yanahuara           | Deportivo Municipalidad | A     | II       | Mariano Melgar       |
| Cerro Colorado      | Unión Libertad          | B     | I        | Arturo Díaz Huerta   |
| Paucarpata          | Defensor Israel         | B     | II       | Máximo Carrasco      |
| La Joya             | Saetas de Oro           | C     | I        | Municipal de La Joya |
| Uchumayo            | Unión Salaverry         | D     | I        | La Estación          |
| Characato           | Olímpico San Francisco  | D     | II       | José Carpio Alarcón  |
| Mariano Melgar      | Sport Magallanes        | E     | I        | Complejo "Maracaná   |
| Bustamante y Rivero | DTC Satélite Chico      | E     | II       | Simón Bolívar        |
| Cayma               | AD Real Católica        | F     | I        | Municipal La Tomilla |
| Paucarpata          | Juventud Prionera       | F     | II       | Máximo Carrasco      |
| Cerro Colorado      | Real Castilla           | G     | I        | Arturo Díaz Huerta   |
| Arequipa            | Sportivo Huracán        | H     | I        | Mariano Melgar       |
| Bustamante y Rivero | Rosarino Tasahuayo      | H     | II       | Simón Bolívar        |
| Tiabaya             | Parish FC               | I     | I        | Municipal de Tiabaya |
| Sachaca             | Unión Sachaca           | J     | I        | Municipal de Sachaca |

### Octavos de final
| Llave I: Rosarino Tasahuayo vs Parish FC | Llave I: Rosarino Tasahuayo vs Parish FC | Llave I: Rosarino Tasahuayo vs Parish FC | Llave I: Rosarino Tasahuayo vs Parish FC | Llave I: Rosarino Tasahuayo vs Parish FC | Llave I: Rosarino Tasahuayo vs Parish FC | Llave I: Rosarino Tasahuayo vs Parish FC | Llave I: Rosarino Tasahuayo vs Parish FC | Llave I: Rosarino Tasahuayo vs Parish FC | Llave I: Rosarino Tasahuayo vs Parish FC | Llave I: Rosarino Tasahuayo vs Parish FC | Llave I: Rosarino Tasahuayo vs Parish FC |     |     |     |     |     |     |     |     |     |     |     |     |     |     |     |     |     |     |     |     |     |     |     |     |     |     |     |     |
| Local                                    | Resultado                                | Visitante                                | Estadio                                  | Distrito                                 | Fecha                                    | Hora                                     |                                          |                                          |                                          |                                          |                                          |     |     |     |     |     |     |     |     |     |     |     |     |     |     |     |     |     |     |     |     |     |     |     |     |     |     |     |     |
| Ida                                      | Ida                                      | Ida                                      | Ida                                      | Ida                                      | Ida                                      | Ida                                      | Ida                                      | Ida                                      | Ida                                      | Ida                                      | Ida                                      | Ida | Ida | Ida | Ida | Ida | Ida | Ida | Ida | Ida | Ida | Ida | Ida | Ida | Ida | Ida | Ida | Ida | Ida | Ida | Ida | Ida | Ida | Ida | Ida | Ida | Ida | Ida | Ida |
| ---------------------------------------- | ---------------------------------------- | ---------------------------------------- | ---------------------------------------- | ---------------------------------------- | ---------------------------------------- | ---------------------------------------- | ---------------------------------------- | ---------------------------------------- | ---------------------------------------- | ---------------------------------------- | ---------------------------------------- | --- | --- | --- | --- | --- | --- | --- | --- | --- | --- | --- | --- | --- | --- | --- | --- | --- | --- | --- | --- | --- | --- | --- | --- | --- | --- | --- | --- |
| Rosarino Tasahuayo                       | 2 - 1                                    | Parish FC                                | Simón Bolívar                            | Bustamante y Rivero                      | 28 de junio                              | 11:50                                    |                                          |                                          |                                          |                                          |                                          |     |     |     |     |     |     |     |     |     |     |     |     |     |     |     |     |     |     |     |     |     |     |     |     |     |     |     |     |
| Vuelta                                   |                                          |                                          |                                          |                                          |                                          |                                          |                                          |                                          |                                          |                                          |                                          |     |     |     |     |     |     |     |     |     |     |     |     |     |     |     |     |     |     |     |     |     |     |     |     |     |     |     |     |
| Parish FC                                | 0 - 1                                    | Rosarino Tasahuayo                       | Municipal de Tiabaya                     | Tiabaya                                  | 1 de julio                               | 15:00                                    |                                          |                                          |                                          |                                          |                                          |     |     |     |     |     |     |     |     |     |     |     |     |     |     |     |     |     |     |     |     |     |     |     |     |     |     |     |     |
| Clasifica: Rosarino Tasahuayo            |                                          |                                          |                                          |                                          |                                          |                                          |                                          |                                          |                                          |                                          |                                          |     |     |     |     |     |     |     |     |     |     |     |     |     |     |     |     |     |     |     |     |     |     |     |     |     |     |     |     |

| Llave II: Unión Salaverry vs FBC Aurora | Llave II: Unión Salaverry vs FBC Aurora | Llave II: Unión Salaverry vs FBC Aurora | Llave II: Unión Salaverry vs FBC Aurora | Llave II: Unión Salaverry vs FBC Aurora | Llave II: Unión Salaverry vs FBC Aurora | Llave II: Unión Salaverry vs FBC Aurora | Llave II: Unión Salaverry vs FBC Aurora | Llave II: Unión Salaverry vs FBC Aurora | Llave II: Unión Salaverry vs FBC Aurora | Llave II: Unión Salaverry vs FBC Aurora | Llave II: Unión Salaverry vs FBC Aurora |     |     |     |     |     |     |     |     |     |     |     |     |     |     |     |     |     |     |     |     |     |     |     |     |     |     |     |     |
| Local                                   | Resultado                               | Visitante                               | Estadio                                 | Distrito                                | Fecha                                   | Hora                                    |                                         |                                         |                                         |                                         |                                         |     |     |     |     |     |     |     |     |     |     |     |     |     |     |     |     |     |     |     |     |     |     |     |     |     |     |     |     |
| Ida                                     | Ida                                     | Ida                                     | Ida                                     | Ida                                     | Ida                                     | Ida                                     | Ida                                     | Ida                                     | Ida                                     | Ida                                     | Ida                                     | Ida | Ida | Ida | Ida | Ida | Ida | Ida | Ida | Ida | Ida | Ida | Ida | Ida | Ida | Ida | Ida | Ida | Ida | Ida | Ida | Ida | Ida | Ida | Ida | Ida | Ida | Ida | Ida |
| --------------------------------------- | --------------------------------------- | --------------------------------------- | --------------------------------------- | --------------------------------------- | --------------------------------------- | --------------------------------------- | --------------------------------------- | --------------------------------------- | --------------------------------------- | --------------------------------------- | --------------------------------------- | --- | --- | --- | --- | --- | --- | --- | --- | --- | --- | --- | --- | --- | --- | --- | --- | --- | --- | --- | --- | --- | --- | --- | --- | --- | --- | --- | --- |
| FBC Aurora                              | 4 - 3                                   | Unión Salaverry                         | Mariano Melgar                          | Arequipa                                | 27 de junio                             | 15:00                                   |                                         |                                         |                                         |                                         |                                         |     |     |     |     |     |     |     |     |     |     |     |     |     |     |     |     |     |     |     |     |     |     |     |     |     |     |     |     |
| Vuelta                                  |                                         |                                         |                                         |                                         |                                         |                                         |                                         |                                         |                                         |                                         |                                         |     |     |     |     |     |     |     |     |     |     |     |     |     |     |     |     |     |     |     |     |     |     |     |     |     |     |     |     |
| Unión Salaverry                         | 2 - 1                                   | FBC Aurora                              | La Estación                             | Uchumayo                                | 1 de julio                              | 15:00                                   |                                         |                                         |                                         |                                         |                                         |     |     |     |     |     |     |     |     |     |     |     |     |     |     |     |     |     |     |     |     |     |     |     |     |     |     |     |     |
| Clasifica: Unión Salaverry              |                                         |                                         |                                         |                                         |                                         |                                         |                                         |                                         |                                         |                                         |                                         |     |     |     |     |     |     |     |     |     |     |     |     |     |     |     |     |     |     |     |     |     |     |     |     |     |     |     |     |

| Llave III: Juventud Prionera vs Real Castilla | Llave III: Juventud Prionera vs Real Castilla | Llave III: Juventud Prionera vs Real Castilla | Llave III: Juventud Prionera vs Real Castilla | Llave III: Juventud Prionera vs Real Castilla | Llave III: Juventud Prionera vs Real Castilla | Llave III: Juventud Prionera vs Real Castilla | Llave III: Juventud Prionera vs Real Castilla | Llave III: Juventud Prionera vs Real Castilla | Llave III: Juventud Prionera vs Real Castilla | Llave III: Juventud Prionera vs Real Castilla | Llave III: Juventud Prionera vs Real Castilla |     |     |     |     |     |     |     |     |     |     |     |     |     |     |     |     |     |     |     |     |     |     |     |     |     |     |     |     |
| Local                                         | Resultado                                     | Visitante                                     | Estadio                                       | Distrito                                      | Fecha                                         | Hora                                          |                                               |                                               |                                               |                                               |                                               |     |     |     |     |     |     |     |     |     |     |     |     |     |     |     |     |     |     |     |     |     |     |     |     |     |     |     |     |
| Ida                                           | Ida                                           | Ida                                           | Ida                                           | Ida                                           | Ida                                           | Ida                                           | Ida                                           | Ida                                           | Ida                                           | Ida                                           | Ida                                           | Ida | Ida | Ida | Ida | Ida | Ida | Ida | Ida | Ida | Ida | Ida | Ida | Ida | Ida | Ida | Ida | Ida | Ida | Ida | Ida | Ida | Ida | Ida | Ida | Ida | Ida | Ida | Ida |
| --------------------------------------------- | --------------------------------------------- | --------------------------------------------- | --------------------------------------------- | --------------------------------------------- | --------------------------------------------- | --------------------------------------------- | --------------------------------------------- | --------------------------------------------- | --------------------------------------------- | --------------------------------------------- | --------------------------------------------- | --- | --- | --- | --- | --- | --- | --- | --- | --- | --- | --- | --- | --- | --- | --- | --- | --- | --- | --- | --- | --- | --- | --- | --- | --- | --- | --- | --- |
| Juventud Prionera                             | 1 - 0                                         | Real Castilla                                 | Máximo Carrasco                               | Paucarpata                                    | 28 de junio                                   | 10:20                                         |                                               |                                               |                                               |                                               |                                               |     |     |     |     |     |     |     |     |     |     |     |     |     |     |     |     |     |     |     |     |     |     |     |     |     |     |     |     |
| Vuelta                                        |                                               |                                               |                                               |                                               |                                               |                                               |                                               |                                               |                                               |                                               |                                               |     |     |     |     |     |     |     |     |     |     |     |     |     |     |     |     |     |     |     |     |     |     |     |     |     |     |     |     |
| Real Castilla                                 | 4 - 3                                         | Juventud Prionera                             | Arturo Díaz Huerta                            | Cerro Colorado                                | 1 de julio                                    | 15:00                                         |                                               |                                               |                                               |                                               |                                               |     |     |     |     |     |     |     |     |     |     |     |     |     |     |     |     |     |     |     |     |     |     |     |     |     |     |     |     |
| Clasifica: Juventud Pionera                   |                                               |                                               |                                               |                                               |                                               |                                               |                                               |                                               |                                               |                                               |                                               |     |     |     |     |     |     |     |     |     |     |     |     |     |     |     |     |     |     |     |     |     |     |     |     |     |     |     |     |

| Llave IV: DTC Satélite Chico vs Sportivo Huracán | Llave IV: DTC Satélite Chico vs Sportivo Huracán | Llave IV: DTC Satélite Chico vs Sportivo Huracán | Llave IV: DTC Satélite Chico vs Sportivo Huracán | Llave IV: DTC Satélite Chico vs Sportivo Huracán | Llave IV: DTC Satélite Chico vs Sportivo Huracán | Llave IV: DTC Satélite Chico vs Sportivo Huracán | Llave IV: DTC Satélite Chico vs Sportivo Huracán | Llave IV: DTC Satélite Chico vs Sportivo Huracán | Llave IV: DTC Satélite Chico vs Sportivo Huracán | Llave IV: DTC Satélite Chico vs Sportivo Huracán | Llave IV: DTC Satélite Chico vs Sportivo Huracán |     |     |     |     |     |     |     |     |     |     |     |     |     |     |     |     |     |     |     |     |     |     |     |     |     |     |     |     |
| Local                                            | Resultado                                        | Visitante                                        | Estadio                                          | Distrito                                         | Fecha                                            | Hora                                             |                                                  |                                                  |                                                  |                                                  |                                                  |     |     |     |     |     |     |     |     |     |     |     |     |     |     |     |     |     |     |     |     |     |     |     |     |     |     |     |     |
| Ida                                              | Ida                                              | Ida                                              | Ida                                              | Ida                                              | Ida                                              | Ida                                              | Ida                                              | Ida                                              | Ida                                              | Ida                                              | Ida                                              | Ida | Ida | Ida | Ida | Ida | Ida | Ida | Ida | Ida | Ida | Ida | Ida | Ida | Ida | Ida | Ida | Ida | Ida | Ida | Ida | Ida | Ida | Ida | Ida | Ida | Ida | Ida | Ida |
| ------------------------------------------------ | ------------------------------------------------ | ------------------------------------------------ | ------------------------------------------------ | ------------------------------------------------ | ------------------------------------------------ | ------------------------------------------------ | ------------------------------------------------ | ------------------------------------------------ | ------------------------------------------------ | ------------------------------------------------ | ------------------------------------------------ | --- | --- | --- | --- | --- | --- | --- | --- | --- | --- | --- | --- | --- | --- | --- | --- | --- | --- | --- | --- | --- | --- | --- | --- | --- | --- | --- | --- |
| DTC Satélite Chico                               | 0 - 7                                            | Sportivo Huracán                                 | Simón Bolívar                                    | Bustamante y Rivero                              | 28 de junio                                      | 14:00                                            |                                                  |                                                  |                                                  |                                                  |                                                  |     |     |     |     |     |     |     |     |     |     |     |     |     |     |     |     |     |     |     |     |     |     |     |     |     |     |     |     |
| Vuelta                                           |                                                  |                                                  |                                                  |                                                  |                                                  |                                                  |                                                  |                                                  |                                                  |                                                  |                                                  |     |     |     |     |     |     |     |     |     |     |     |     |     |     |     |     |     |     |     |     |     |     |     |     |     |     |     |     |
| Sportivo Huracán                                 | 6 - 1                                            | DTC Satélite Chico                               | Mariano Melgar                                   | Arequipa                                         | 1 de julio                                       | 15:00                                            |                                                  |                                                  |                                                  |                                                  |                                                  |     |     |     |     |     |     |     |     |     |     |     |     |     |     |     |     |     |     |     |     |     |     |     |     |     |     |     |     |
| Clasifica: Sportivo Huracán                      |                                                  |                                                  |                                                  |                                                  |                                                  |                                                  |                                                  |                                                  |                                                  |                                                  |                                                  |     |     |     |     |     |     |     |     |     |     |     |     |     |     |     |     |     |     |     |     |     |     |     |     |     |     |     |     |

| Llave V: Deportivo Municipalidad vs AD Real Católica | Llave V: Deportivo Municipalidad vs AD Real Católica | Llave V: Deportivo Municipalidad vs AD Real Católica | Llave V: Deportivo Municipalidad vs AD Real Católica | Llave V: Deportivo Municipalidad vs AD Real Católica | Llave V: Deportivo Municipalidad vs AD Real Católica | Llave V: Deportivo Municipalidad vs AD Real Católica | Llave V: Deportivo Municipalidad vs AD Real Católica | Llave V: Deportivo Municipalidad vs AD Real Católica | Llave V: Deportivo Municipalidad vs AD Real Católica | Llave V: Deportivo Municipalidad vs AD Real Católica | Llave V: Deportivo Municipalidad vs AD Real Católica |     |     |     |     |     |     |     |     |     |     |     |     |     |     |     |     |     |     |     |     |     |     |     |     |     |     |     |     |
| Local                                                | Resultado                                            | Visitante                                            | Estadio                                              | Distrito                                             | Fecha                                                | Hora                                                 |                                                      |                                                      |                                                      |                                                      |                                                      |     |     |     |     |     |     |     |     |     |     |     |     |     |     |     |     |     |     |     |     |     |     |     |     |     |     |     |     |
| Ida                                                  | Ida                                                  | Ida                                                  | Ida                                                  | Ida                                                  | Ida                                                  | Ida                                                  | Ida                                                  | Ida                                                  | Ida                                                  | Ida                                                  | Ida                                                  | Ida | Ida | Ida | Ida | Ida | Ida | Ida | Ida | Ida | Ida | Ida | Ida | Ida | Ida | Ida | Ida | Ida | Ida | Ida | Ida | Ida | Ida | Ida | Ida | Ida | Ida | Ida | Ida |
| ---------------------------------------------------- | ---------------------------------------------------- | ---------------------------------------------------- | ---------------------------------------------------- | ---------------------------------------------------- | ---------------------------------------------------- | ---------------------------------------------------- | ---------------------------------------------------- | ---------------------------------------------------- | ---------------------------------------------------- | ---------------------------------------------------- | ---------------------------------------------------- | --- | --- | --- | --- | --- | --- | --- | --- | --- | --- | --- | --- | --- | --- | --- | --- | --- | --- | --- | --- | --- | --- | --- | --- | --- | --- | --- | --- |
| Deportivo Municipalidad                              | 4 - 3                                                | AD Real Católica                                     | Mariano Melgar                                       | Arequipa                                             | 27 de junio                                          | 12:50                                                |                                                      |                                                      |                                                      |                                                      |                                                      |     |     |     |     |     |     |     |     |     |     |     |     |     |     |     |     |     |     |     |     |     |     |     |     |     |     |     |     |
| Vuelta                                               |                                                      |                                                      |                                                      |                                                      |                                                      |                                                      |                                                      |                                                      |                                                      |                                                      |                                                      |     |     |     |     |     |     |     |     |     |     |     |     |     |     |     |     |     |     |     |     |     |     |     |     |     |     |     |     |
| AD Real Católica                                     | 3 - 0                                                | Deportivo Municipalidad                              | Municipal La Tomilla                                 | Cayma                                                | 1 de julio                                           | 12:00                                                |                                                      |                                                      |                                                      |                                                      |                                                      |     |     |     |     |     |     |     |     |     |     |     |     |     |     |     |     |     |     |     |     |     |     |     |     |     |     |     |     |
| Clasifica: AD Real Católica                          |                                                      |                                                      |                                                      |                                                      |                                                      |                                                      |                                                      |                                                      |                                                      |                                                      |                                                      |     |     |     |     |     |     |     |     |     |     |     |     |     |     |     |     |     |     |     |     |     |     |     |     |     |     |     |     |

| Llave VI: Saetas de Oro vs Unión Sachaca | Llave VI: Saetas de Oro vs Unión Sachaca | Llave VI: Saetas de Oro vs Unión Sachaca | Llave VI: Saetas de Oro vs Unión Sachaca | Llave VI: Saetas de Oro vs Unión Sachaca | Llave VI: Saetas de Oro vs Unión Sachaca | Llave VI: Saetas de Oro vs Unión Sachaca | Llave VI: Saetas de Oro vs Unión Sachaca | Llave VI: Saetas de Oro vs Unión Sachaca | Llave VI: Saetas de Oro vs Unión Sachaca | Llave VI: Saetas de Oro vs Unión Sachaca | Llave VI: Saetas de Oro vs Unión Sachaca |     |     |     |     |     |     |     |     |     |     |     |     |     |     |     |     |     |     |     |     |     |     |     |     |     |     |     |     |
| Local                                    | Resultado                                | Visitante                                | Estadio                                  | Distrito                                 | Fecha                                    | Hora                                     |                                          |                                          |                                          |                                          |                                          |     |     |     |     |     |     |     |     |     |     |     |     |     |     |     |     |     |     |     |     |     |     |     |     |     |     |     |     |
| Ida                                      | Ida                                      | Ida                                      | Ida                                      | Ida                                      | Ida                                      | Ida                                      | Ida                                      | Ida                                      | Ida                                      | Ida                                      | Ida                                      | Ida | Ida | Ida | Ida | Ida | Ida | Ida | Ida | Ida | Ida | Ida | Ida | Ida | Ida | Ida | Ida | Ida | Ida | Ida | Ida | Ida | Ida | Ida | Ida | Ida | Ida | Ida | Ida |
| ---------------------------------------- | ---------------------------------------- | ---------------------------------------- | ---------------------------------------- | ---------------------------------------- | ---------------------------------------- | ---------------------------------------- | ---------------------------------------- | ---------------------------------------- | ---------------------------------------- | ---------------------------------------- | ---------------------------------------- | --- | --- | --- | --- | --- | --- | --- | --- | --- | --- | --- | --- | --- | --- | --- | --- | --- | --- | --- | --- | --- | --- | --- | --- | --- | --- | --- | --- |
| Saetas de Oro                            | 2 - 0                                    | Unión Sachaca                            | Municipal de La Joya                     | La Joya                                  | 28 de junio                              | 14:50                                    |                                          |                                          |                                          |                                          |                                          |     |     |     |     |     |     |     |     |     |     |     |     |     |     |     |     |     |     |     |     |     |     |     |     |     |     |     |     |
| Vuelta                                   |                                          |                                          |                                          |                                          |                                          |                                          |                                          |                                          |                                          |                                          |                                          |     |     |     |     |     |     |     |     |     |     |     |     |     |     |     |     |     |     |     |     |     |     |     |     |     |     |     |     |
| Unión Sachaca                            | 2 - 7                                    | Saetas de Oro                            | Municipal de Sachaca                     | Sachaca                                  | 1 de julio                               | 15:00                                    |                                          |                                          |                                          |                                          |                                          |     |     |     |     |     |     |     |     |     |     |     |     |     |     |     |     |     |     |     |     |     |     |     |     |     |     |     |     |
| Clasifica: Saetas de Oro                 |                                          |                                          |                                          |                                          |                                          |                                          |                                          |                                          |                                          |                                          |                                          |     |     |     |     |     |     |     |     |     |     |     |     |     |     |     |     |     |     |     |     |     |     |     |     |     |     |     |     |

| Llave VII: Unión Libertad vs Olímpico San Francisco | Llave VII: Unión Libertad vs Olímpico San Francisco | Llave VII: Unión Libertad vs Olímpico San Francisco | Llave VII: Unión Libertad vs Olímpico San Francisco | Llave VII: Unión Libertad vs Olímpico San Francisco | Llave VII: Unión Libertad vs Olímpico San Francisco | Llave VII: Unión Libertad vs Olímpico San Francisco | Llave VII: Unión Libertad vs Olímpico San Francisco | Llave VII: Unión Libertad vs Olímpico San Francisco | Llave VII: Unión Libertad vs Olímpico San Francisco | Llave VII: Unión Libertad vs Olímpico San Francisco | Llave VII: Unión Libertad vs Olímpico San Francisco |     |     |     |     |     |     |     |     |     |     |     |     |     |     |     |     |     |     |     |     |     |     |     |     |     |     |     |     |
| Local                                               | Resultado                                           | Visitante                                           | Estadio                                             | Distrito                                            | Fecha                                               | Hora                                                |                                                     |                                                     |                                                     |                                                     |                                                     |     |     |     |     |     |     |     |     |     |     |     |     |     |     |     |     |     |     |     |     |     |     |     |     |     |     |     |     |
| Ida                                                 | Ida                                                 | Ida                                                 | Ida                                                 | Ida                                                 | Ida                                                 | Ida                                                 | Ida                                                 | Ida                                                 | Ida                                                 | Ida                                                 | Ida                                                 | Ida | Ida | Ida | Ida | Ida | Ida | Ida | Ida | Ida | Ida | Ida | Ida | Ida | Ida | Ida | Ida | Ida | Ida | Ida | Ida | Ida | Ida | Ida | Ida | Ida | Ida | Ida | Ida |
| --------------------------------------------------- | --------------------------------------------------- | --------------------------------------------------- | --------------------------------------------------- | --------------------------------------------------- | --------------------------------------------------- | --------------------------------------------------- | --------------------------------------------------- | --------------------------------------------------- | --------------------------------------------------- | --------------------------------------------------- | --------------------------------------------------- | --- | --- | --- | --- | --- | --- | --- | --- | --- | --- | --- | --- | --- | --- | --- | --- | --- | --- | --- | --- | --- | --- | --- | --- | --- | --- | --- | --- |
| Unión Libertad                                      | 2 - 1                                               | Olímpico San Francisco                              | Arturo Díaz Huerta                                  | Cerro Colorado                                      | 28 de junio                                         | 10:20                                               |                                                     |                                                     |                                                     |                                                     |                                                     |     |     |     |     |     |     |     |     |     |     |     |     |     |     |     |     |     |     |     |     |     |     |     |     |     |     |     |     |
| Vuelta                                              |                                                     |                                                     |                                                     |                                                     |                                                     |                                                     |                                                     |                                                     |                                                     |                                                     |                                                     |     |     |     |     |     |     |     |     |     |     |     |     |     |     |     |     |     |     |     |     |     |     |     |     |     |     |     |     |
| Olímpico San Francisco                              | 0 - 1                                               | Unión Libertad                                      | José Carpio Alarcón                                 | Characato                                           | 1 de julio                                          | 15:00                                               |                                                     |                                                     |                                                     |                                                     |                                                     |     |     |     |     |     |     |     |     |     |     |     |     |     |     |     |     |     |     |     |     |     |     |     |     |     |     |     |     |
| Clasifica: Unión Libertad                           |                                                     |                                                     |                                                     |                                                     |                                                     |                                                     |                                                     |                                                     |                                                     |                                                     |                                                     |     |     |     |     |     |     |     |     |     |     |     |     |     |     |     |     |     |     |     |     |     |     |     |     |     |     |     |     |

| Llave VIII: Sport Magallanes vs Defensor Israel | Llave VIII: Sport Magallanes vs Defensor Israel | Llave VIII: Sport Magallanes vs Defensor Israel | Llave VIII: Sport Magallanes vs Defensor Israel | Llave VIII: Sport Magallanes vs Defensor Israel | Llave VIII: Sport Magallanes vs Defensor Israel | Llave VIII: Sport Magallanes vs Defensor Israel | Llave VIII: Sport Magallanes vs Defensor Israel | Llave VIII: Sport Magallanes vs Defensor Israel | Llave VIII: Sport Magallanes vs Defensor Israel | Llave VIII: Sport Magallanes vs Defensor Israel | Llave VIII: Sport Magallanes vs Defensor Israel |     |     |     |     |     |     |     |     |     |     |     |     |     |     |     |     |     |     |     |     |     |     |     |     |     |     |     |     |
| Local                                           | Resultado                                       | Visitante                                       | Estadio                                         | Distrito                                        | Fecha                                           | Hora                                            |                                                 |                                                 |                                                 |                                                 |                                                 |     |     |     |     |     |     |     |     |     |     |     |     |     |     |     |     |     |     |     |     |     |     |     |     |     |     |     |     |
| Ida                                             | Ida                                             | Ida                                             | Ida                                             | Ida                                             | Ida                                             | Ida                                             | Ida                                             | Ida                                             | Ida                                             | Ida                                             | Ida                                             | Ida | Ida | Ida | Ida | Ida | Ida | Ida | Ida | Ida | Ida | Ida | Ida | Ida | Ida | Ida | Ida | Ida | Ida | Ida | Ida | Ida | Ida | Ida | Ida | Ida | Ida | Ida | Ida |
| ----------------------------------------------- | ----------------------------------------------- | ----------------------------------------------- | ----------------------------------------------- | ----------------------------------------------- | ----------------------------------------------- | ----------------------------------------------- | ----------------------------------------------- | ----------------------------------------------- | ----------------------------------------------- | ----------------------------------------------- | ----------------------------------------------- | --- | --- | --- | --- | --- | --- | --- | --- | --- | --- | --- | --- | --- | --- | --- | --- | --- | --- | --- | --- | --- | --- | --- | --- | --- | --- | --- | --- |
| Sport Magallanes                                | 2 - 2                                           | Defensor Israel                                 | Complejo "Maracaná"                             | Mariano Melgar                                  | 28 de junio                                     | 11:50                                           |                                                 |                                                 |                                                 |                                                 |                                                 |     |     |     |     |     |     |     |     |     |     |     |     |     |     |     |     |     |     |     |     |     |     |     |     |     |     |     |     |
| Vuelta                                          |                                                 |                                                 |                                                 |                                                 |                                                 |                                                 |                                                 |                                                 |                                                 |                                                 |                                                 |     |     |     |     |     |     |     |     |     |     |     |     |     |     |     |     |     |     |     |     |     |     |     |     |     |     |     |     |
| Defensor Israel                                 | 1 - 0                                           | Sport Magallanes                                | Máximo Carrasco                                 | Paucarpata                                      | 1 de julio                                      | 15:00                                           |                                                 |                                                 |                                                 |                                                 |                                                 |     |     |     |     |     |     |     |     |     |     |     |     |     |     |     |     |     |     |     |     |     |     |     |     |     |     |     |     |
| Clasifica: Defensor Israel                      |                                                 |                                                 |                                                 |                                                 |                                                 |                                                 |                                                 |                                                 |                                                 |                                                 |                                                 |     |     |     |     |     |     |     |     |     |     |     |     |     |     |     |     |     |     |     |     |     |     |     |     |     |     |     |     |

## Tercera Fase
Llaves de eliminación directa sobre la base de Un único partido realizado en el Estadio Melgar.

### Clasificados
Todos los vencedores de las llaves de octavos de final.
| Distrito            | Club               | Llave |
| ------------------- | ------------------ | ----- |
| Bustamante y Rivero | Rosarino Tasahuayo | I     |
| Uchumayo            | Unión Salaverry    | II    |
| Paucarpata          | Juventud Prionera  | III   |
| Arequipa            | Sportivo Huracán   | IV    |
| Cayma               | AD Real Católica   | V     |
| La Joya             | Saetas de Oro      | VI    |
| Cerro Colorado      | Unión Libertad     | VII   |
| Paucarpata          | Defensor Israel    | VIII  |

### Cuartos de final
| AD Real Católica             | 0(3) - 0(4) | Juventud Prionera | Mariano Melgar | Arequipa | 5 de julio | 12:10 |
| Clasifica: Juventud Prionera |             |                   |                |          |            |       |

| Sportivo Huracán            | 13 - 0 | Defensor Israel | Mariano Melgar | Arequipa | 4 de julio | 10:50 |
| Clasifica: Sportivo Huracán |        |                 |                |          |            |       |

| Unión Salaverry          | 3 - 5 | Saetas de Oro | Mariano Melgar | Arequipa | 5 de julio | 09:50 |
| Clasifica: Saetas de Oro |       |               |                |          |            |       |

| Rosarino Tasahuayo        | 1 - 2 | Unión Libertad | Mariano Melgar | Arequipa | 4 de julio | 13:10 |
| Clasifica: Unión Libertad |       |                |                |          |            |       |

## Última Fase
Cuadrangular final a realizarse en el Estadio Melgar. Juegan todos contra todos y clasifican a la Etapa Departamental los dos mejores (Campeón y subcampeón).

### Clasificados
Todos los vencedores de las llaves de cuartos de final.
| Distrito       | Club              | Llave | Director Técnico  |
| -------------- | ----------------- | ----- | ----------------- |
| Paucarpata     | Juventud Prionera | I     | Fortunato Muñuico |
| Arequipa       | Sportivo Huracán  | II    | Raúl Obando       |
| La Joya        | Saetas de Oro     | III   | Freddy Suárez     |
| Cerro Colorado | Unión Libertad    | IV    | Willy Escapa      |

### Cuadrangular Final
| Equipo               | PJ | PG | PE | PP | GF | GC | DG | Pts |
| -------------------- | -- | -- | -- | -- | -- | -- | -- | --- |
| Sportivo Huracán (+) | 3  | 3  | 0  | 0  | 8  | 3  | +5 | 9   |
| Saetas de Oro (+)    | 3  | 1  | 1  | 1  | 6  | 6  | 0  | 4   |
| Unión Libertad       | 3  | 1  | 0  | 2  | 7  | 8  | -1 | 3   |
| Juventud Pionera     | 3  | 0  | 1  | 2  | 5  | 9  | -4 | 1   |

| Cuadrangular Final                                                                       | Cuadrangular Final | Cuadrangular Final | Cuadrangular Final | Cuadrangular Final | Cuadrangular Final | Cuadrangular Final | Cuadrangular Final | Cuadrangular Final | Cuadrangular Final | Cuadrangular Final | Cuadrangular Final |               |               |               |               |               |               |               |               |               |               |               |               |               |               |               |               |               |               |               |               |               |               |               |               |               |               |               |               |
| Equipo                                                                                   | Resultado          | Equipo             | Estadio            | Distrito           | Fecha              | Hora               |                    |                    |                    |                    |                    |               |               |               |               |               |               |               |               |               |               |               |               |               |               |               |               |               |               |               |               |               |               |               |               |               |               |               |               |
| Primera Fecha                                                                            | Primera Fecha      | Primera Fecha      | Primera Fecha      | Primera Fecha      | Primera Fecha      | Primera Fecha      | Primera Fecha      | Primera Fecha      | Primera Fecha      | Primera Fecha      | Primera Fecha      | Primera Fecha | Primera Fecha | Primera Fecha | Primera Fecha | Primera Fecha | Primera Fecha | Primera Fecha | Primera Fecha | Primera Fecha | Primera Fecha | Primera Fecha | Primera Fecha | Primera Fecha | Primera Fecha | Primera Fecha | Primera Fecha | Primera Fecha | Primera Fecha | Primera Fecha | Primera Fecha | Primera Fecha | Primera Fecha | Primera Fecha | Primera Fecha | Primera Fecha | Primera Fecha | Primera Fecha | Primera Fecha |
| ---------------------------------------------------------------------------------------- | ------------------ | ------------------ | ------------------ | ------------------ | ------------------ | ------------------ | ------------------ | ------------------ | ------------------ | ------------------ | ------------------ | ------------- | ------------- | ------------- | ------------- | ------------- | ------------- | ------------- | ------------- | ------------- | ------------- | ------------- | ------------- | ------------- | ------------- | ------------- | ------------- | ------------- | ------------- | ------------- | ------------- | ------------- | ------------- | ------------- | ------------- | ------------- | ------------- | ------------- | ------------- |
| Juventud Pionera                                                                         | 1 - 1              | Saetas de Oro      | Mariano Melgar     | Arequipa           | 11 de julio        | 12:50              |                    |                    |                    |                    |                    |               |               |               |               |               |               |               |               |               |               |               |               |               |               |               |               |               |               |               |               |               |               |               |               |               |               |               |               |
| Sportivo Huracán                                                                         | 2 - 0              | Unión Libertad     | Mariano Melgar     | Arequipa           | 11 de julio        | 15:00              |                    |                    |                    |                    |                    |               |               |               |               |               |               |               |               |               |               |               |               |               |               |               |               |               |               |               |               |               |               |               |               |               |               |               |               |
| Segunda Fecha                                                                            |                    |                    |                    |                    |                    |                    |                    |                    |                    |                    |                    |               |               |               |               |               |               |               |               |               |               |               |               |               |               |               |               |               |               |               |               |               |               |               |               |               |               |               |               |
| Juventud Pionera                                                                         | 2 - 4              | Unión Libertad     | Mariano Melgar     | Arequipa           | 15 de julio        | 12:50              |                    |                    |                    |                    |                    |               |               |               |               |               |               |               |               |               |               |               |               |               |               |               |               |               |               |               |               |               |               |               |               |               |               |               |               |
| Sportivo Huracán                                                                         | 2 - 1              | Saetas de Oro      | Mariano Melgar     | Arequipa           | 15 de julio        | 15:00              |                    |                    |                    |                    |                    |               |               |               |               |               |               |               |               |               |               |               |               |               |               |               |               |               |               |               |               |               |               |               |               |               |               |               |               |
| Tercera Fecha                                                                            |                    |                    |                    |                    |                    |                    |                    |                    |                    |                    |                    |               |               |               |               |               |               |               |               |               |               |               |               |               |               |               |               |               |               |               |               |               |               |               |               |               |               |               |               |
| Unión Libertad                                                                           | 3 - 4              | Saetas de Oro      | Mariano Melgar     | Arequipa           | 18 de julio        | 12:00              |                    |                    |                    |                    |                    |               |               |               |               |               |               |               |               |               |               |               |               |               |               |               |               |               |               |               |               |               |               |               |               |               |               |               |               |
| Sportivo Huracán                                                                         | 4 - 2              | Juventud Pionera   | Mariano Melgar     | Arequipa           | 18 de julio        | 15:00              |                    |                    |                    |                    |                    |               |               |               |               |               |               |               |               |               |               |               |               |               |               |               |               |               |               |               |               |               |               |               |               |               |               |               |               |
| Clasificados a la Etapa Departamental de Arequipa 2015: Sportivo Huracán y Saetas de Oro |                    |                    |                    |                    |                    |                    |                    |                    |                    |                    |                    |               |               |               |               |               |               |               |               |               |               |               |               |               |               |               |               |               |               |               |               |               |               |               |               |               |               |               |               |

(+) Clasificados a la Etapa Departamental.
|                            |
| Campeón                    |
| Sportivo Huracán 8º título |